# Història de Suècia

Suècia

La moderna Suècia començà a sorgir de la Unió de Kalmar, fundada el 1397 per la unificació del país pel rei Gustau Vasa al segle xvi. Al segle xvii, Suècia amplia els seus territoris per formar l'Imperi suec. La majoria d'aquests territoris conquistats van haver de ser abandonats durant el segle xviii. Al xix Finlàndia i els territoris que queden fora de la península Escandinava es van perdre. Després de la seva última guerra el 1814, Suècia entrà en una unió personal amb Noruega que es perllongà fins a 1905. Des de 1814, Suècia ha estat en pau, i ha adopat una política de no alineació en temps de pau i de neutralitat en temps de guerra.

## Prehistòria

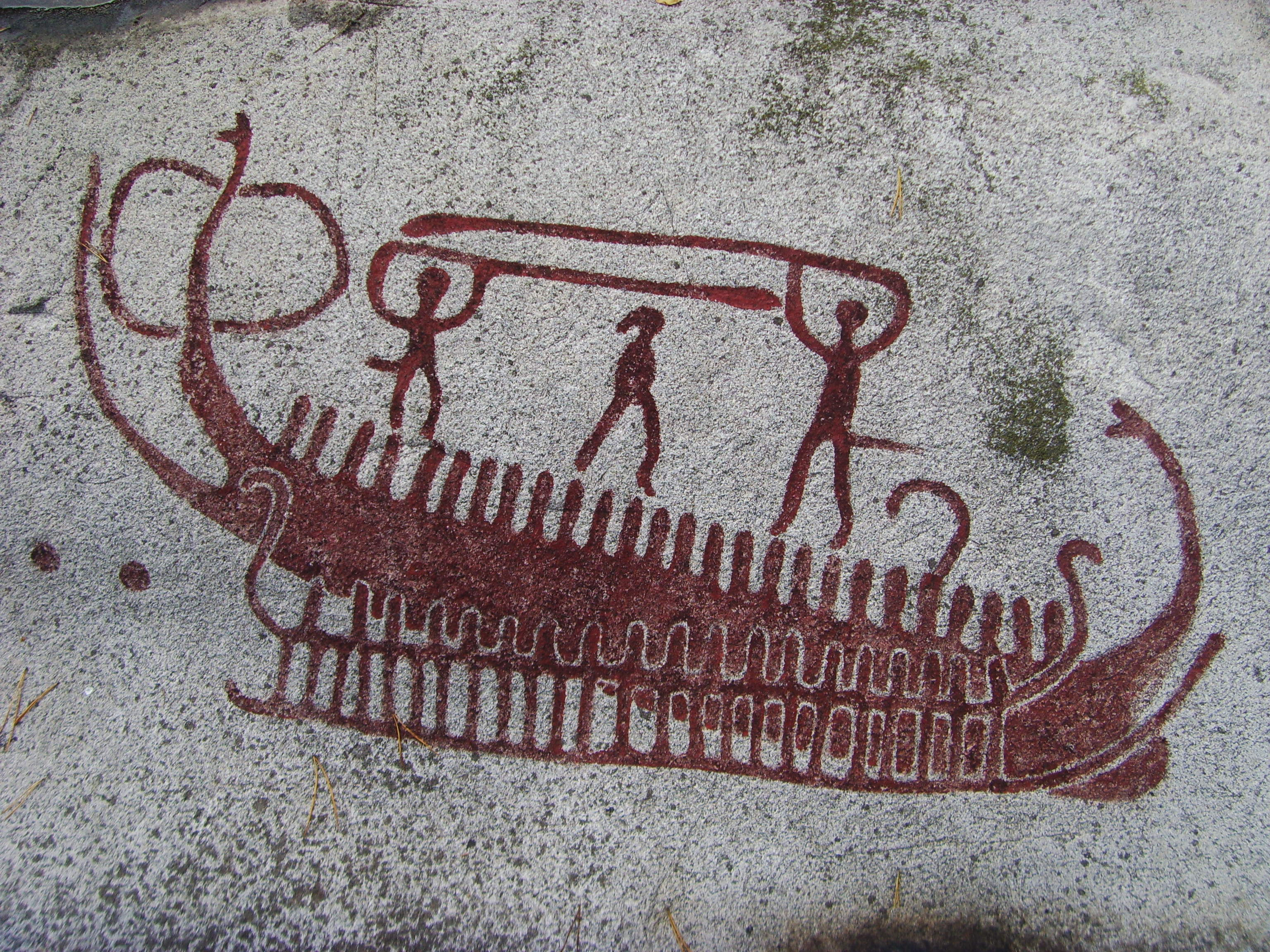
Pintura rupestre a Massleberg

### Fi de l'era glacial
Fins als volts de l'any 11000 aC, Suècia es troba completament recoberta d'una casquet glacial que arriba de vegades a 3.000 metres d'altitud. Només l'Escània és lliure de gel; l'actual mar Bàltica formava per la seva part un llac glacial.
Cap a l'any 8500 aC, el gel es comença a retirar i l'oceà Atlàntic es precipita fins al mar Bàltic i forma la mar Yoldia. El Dalsland, el Västergötland i l'Östergötland estaran, d'ara endavant, lliures de gel.
Vers el 7000 aC, l'ascens de les terres aïlla el mar així format que va originar, per exemple, l'actual llac Vänern. Suècia va conèixer en els segles següents diversos fluxos i refluxos de l'oceà.
És només cap al 4500 aC que Suècia adquireix la forma amb què la coneixem avui. Malgrat això, els més antics rastres de població humana trobats daten del 8000 aC, a la regió de Malmö, Escània. Aquests pobles de caçadors i recol·lectors van pujar cap al nord a mesura que el banc de glaç es retirava.
Segons els últims descobriments arqueològics, és tanmateix probable que Suècia ja hagi estat poblada abans de l'última glaciació, cap al 50000 aC, pels neandertals.

### Paleolític superior (8000 a 7000 aC)
Quan els gels es retiren, els rens venen a pasturar a Dinamarca i al sud de Suècia. Les tribus cacen sobre un territori de més de 100.000 km²; i viuen en tipis sobre la tundra; s'hi estableixen llavors i donen lloc a la cultura d'Ahrensburg. Hi ha llavors pocs boscos, però s'hi troben bedolls blancs àrtics i servers. La taigà hi apareix progressivament.

### Mesolític (7000 a 5000 aC)
Durant el setè mil·lenni abans la nostra era, els rens i els seus caçadors migren cap al nord d'Escandinàvia i es comencen a formar boscos sobre tot el territori. Dues cultures específiques viuen llavors a Suècia: la cultura de Maglemosa, establerta al sud de Suècia i a Dinamarca, així com les cultures de Fosna i d'Hensbacka, establertes més al nord i a Noruega. La utilització del foc, vaixells i eines de pedra permet a aquests habitants sobreviure al nord d'Europa.
Els caçadors recol·lectors del nord segueixen els ramats de rens i el recorregut dels salmons, migrant cap al sud durant l'hivern i tornant més al nord durant l'estiu. Aquestes poblacions segueixen així tradicions similars a aquelles practicades a través de tot el gran nord, sia a Finlàndia, a Rússia o a l'extrem-nord d'Amèrica.
Durant el sisè mil·lenni, el sud de Suècia és recobert de boscos frondosos, al si dels quals viuen urs, visons, ants i cérvols. Les tribus de la cultura de Kongemose viuen d'aquests animals. Com els seus predecessors, cacen igualment foques i practiquen la pesca.
Al nord de la cultura de Kongemose viuen dues altres cultures de caçadors recol·lectors, anomenades cultures de Nostvet i de Lihult, descendents de les cultures de Fosna i d'Hensbacka. Aquestes dues cultures existeixen encara al final del sisè mil·lenni, quan la cultura de Kongemose és reemplaçada per la d'Ertebolle.

### Neolític (5000 a 1800 aC)

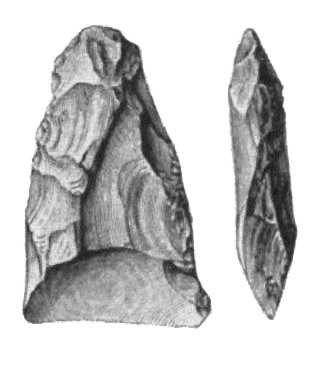
Tallant de destral típic de la cultura d'Ertebolle

Durant el cinquè mil·lenni, la cultura d'Ertebølle s'assabenta de l'atuell de tribus establertes més al sud, tribus que han començat igualment a cultivar terres i domesticar animals. Al voltant del 4000 aC, la cultura d'Ertebølle comença igualment a conrear les terres i forma d'ara endavant part de la cultura megalítica dels vasos d'embut.
Durant el quart mil·lenni, aquestes tribus s'estenen progressivament cap al nord, fins a Uppland. Les cultures de Nøstvet i de Lihult aprenen les noves tecnologies d'aquests grangers, però no de l'agricultura. Formen la cultura de la ceràmica perforada des de la fi del quart mil·lenni. Aquestes tribus retenen l'avanç dels grangers de la cultura dels vasos d'embut i els rebutgen fins i tot cap al sud-oest de Suècia. Certs investigadors pensen que els grangers del nord de Suècia van adoptar simplement l'estil de vida de la cultura de la ceràmica picada.
La llengua parlada pels antics escandinaus no és coneguda, però molts investigadors pensen que foren submergits al final del tercer mil·lenni per noves tribus protoindoeuropees pertanyents a la cultura de la ceràmica cordada. Aquestes tribus avancen fins a l'Uppland i porten probablement amb elles la llengua que serà l'avantpassat de les que parlen els escandinaus avui. Es tracta de societats patriarcals, basades en la cria.

## La protohistòria

### L'edat del bronze
Una mica més tard, des del començament del mil·lenni II aC, fan la seva aparició els primers intercanvis comercials amb Europa, i principalment amb les Illes Britàniques. També fa la seva aparició la utilització del bronze aparició.
Des d'un punt de vista cultural, és una societat fortament jerarquitzada que es desenvolupa en forma de clans. Hi haeix nombroses tribus cadascuna dirigida per un rei o un cap. Si bé no disposem més que de poques dades quant a les civilitzacions que van existir a Suècia en aquesta època, el descobriment de nombrosos túmuls individuals (precursors dels de l'època dels vikings) ricament decorats amb bronze i amb or mostra que estaven molt desenvolupades i que mantenien nombrosos intercanvis amb el continent. Aquests intercanvis van anar multiplicant-se amb els anys.
Al segle vi aC els intercanvis existeixen amb la civilització celta de la Tène. Un segle més tard, és amb la República Romana. S'han trobat nombroses monedes i altres articles d'aquestes regions per part dels arqueòlegs sobre el territori suec. És igualment a partir d'aquesta època que es troben els primers textos que parlen de Suècia principalment en els escrits de Tàcit, Procopi i Jordanes.

### L'edat de ferro: l'era de Vendel

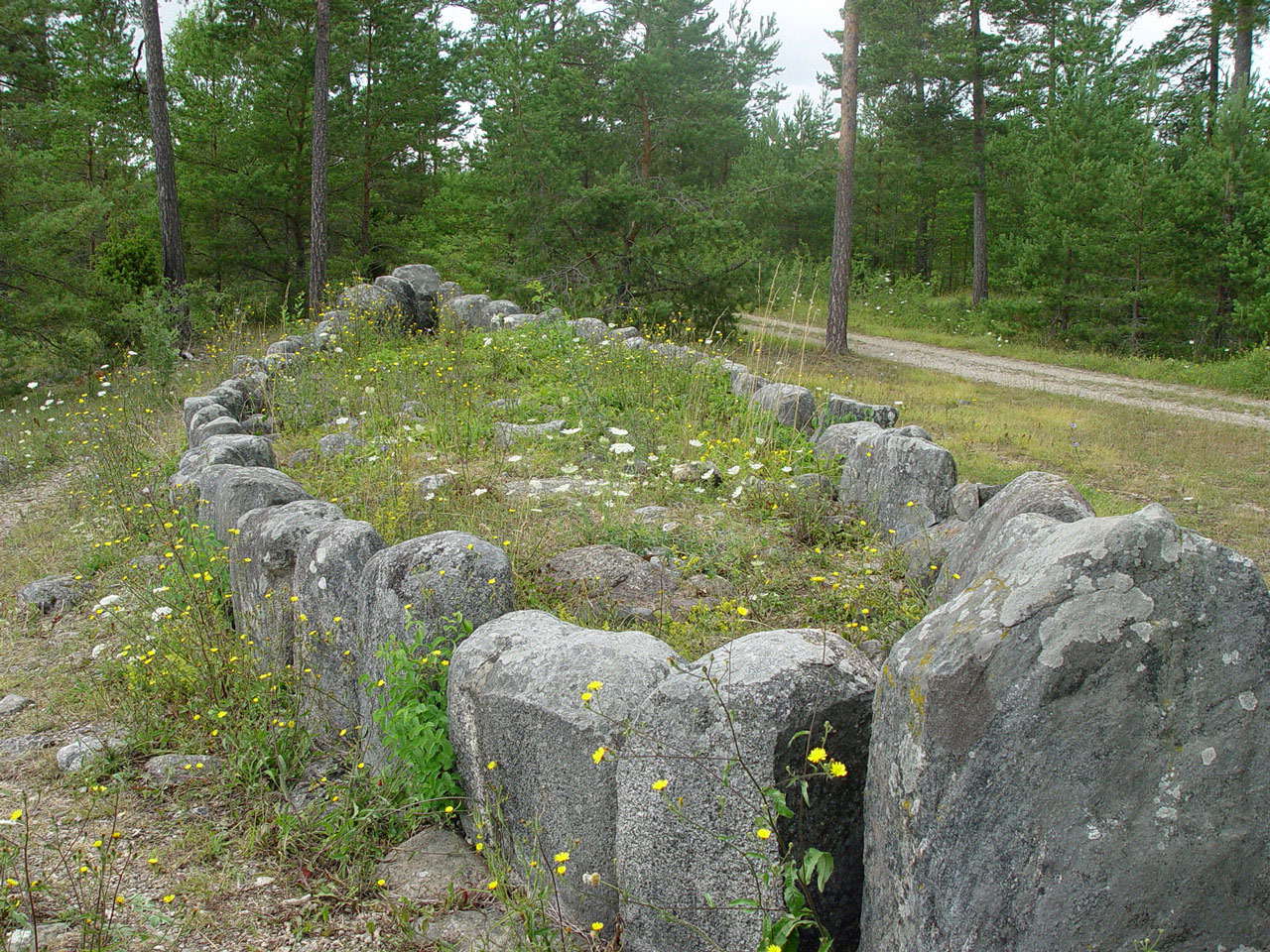
Tomba a Gotland

En la història sueca, el període de Vendel (550-793) és el nom donat a l'era del ferro germànica, anomenada més generalment era de les migracions.
S'han fet importants descobriments arqueològics d'aquest període a Suècia, sobretot nombroses sepultures en forma de vaixell prop de Vendel a Uppland així com a l'illa de Gotland. En aquestes sepultures, s'ha trobat nombrosos cascos, glavis i escuts de fabricació local o estrangera.
En aquesta època, la societat es continua estructurant sota la forma de clans. Els descobriments arqueològics tendeixen a mostrar que Uppland és una zona important i poderosa. Una part de les riqueses provenia probablement del control de les mines de ferro. Els dirigents disposen de guerrers armats a cavall, equipats amb costoses armadures. El coneixement d'això prové, d'una banda, dels descobriments arqueològics i, de l'altra banda, dels textos de Jordanes.
N'hi ha contactes comercials amb l'Europa central, sota la forma d'exportacions de pell, ferro i d'esclaus, a canvi, sobretot, d'obres d'art. És igualment en aquesta època que els suecs comencen a explorar les vies marítimes que portaran els vikings fins a Rússia.

## L'època vikinga (~ 800 - ~ 1050)

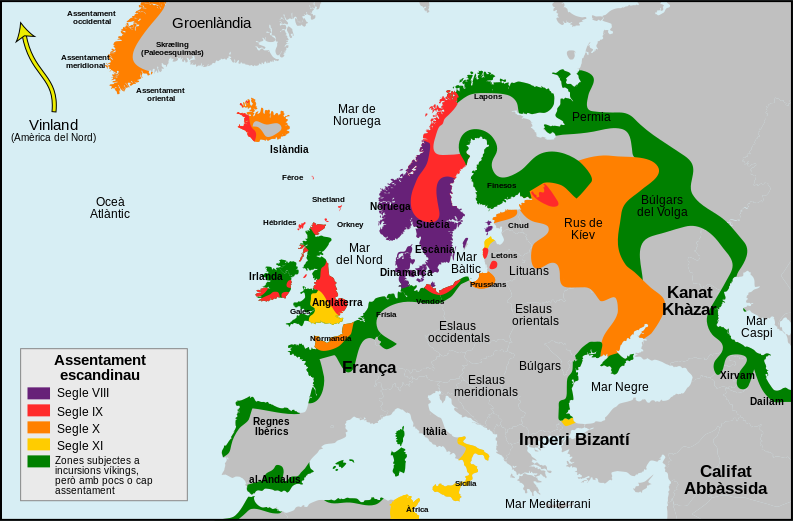
Mapa de les expansions vikingues

### Les expedicions vikingues
Al final de l'època vikinga, els pobles de Suècia ja havien teixit nombrosos vincles amb els pobles d'Europa. No hi ha una explicació certa que permeti saber per quina raó van augmentar tant aquests viatges dels pobles escandinaus. Una raó sovint avançada n'és la superpoblació de la regió per causa d'un reescalfament climàtic. Es trobaven vinyes a Escània als voltants de l'any 1000. Una altra hipòtesi avançada, sobretot per Henri Pirenne, és que l'expansió de l'imperi de Carlemany a l'oest i del món musulmà a l'est van tallar els canals de comunicació tradicionalment utilitzats pels pobles d'Escandinàvia que van buscar així noves vies.

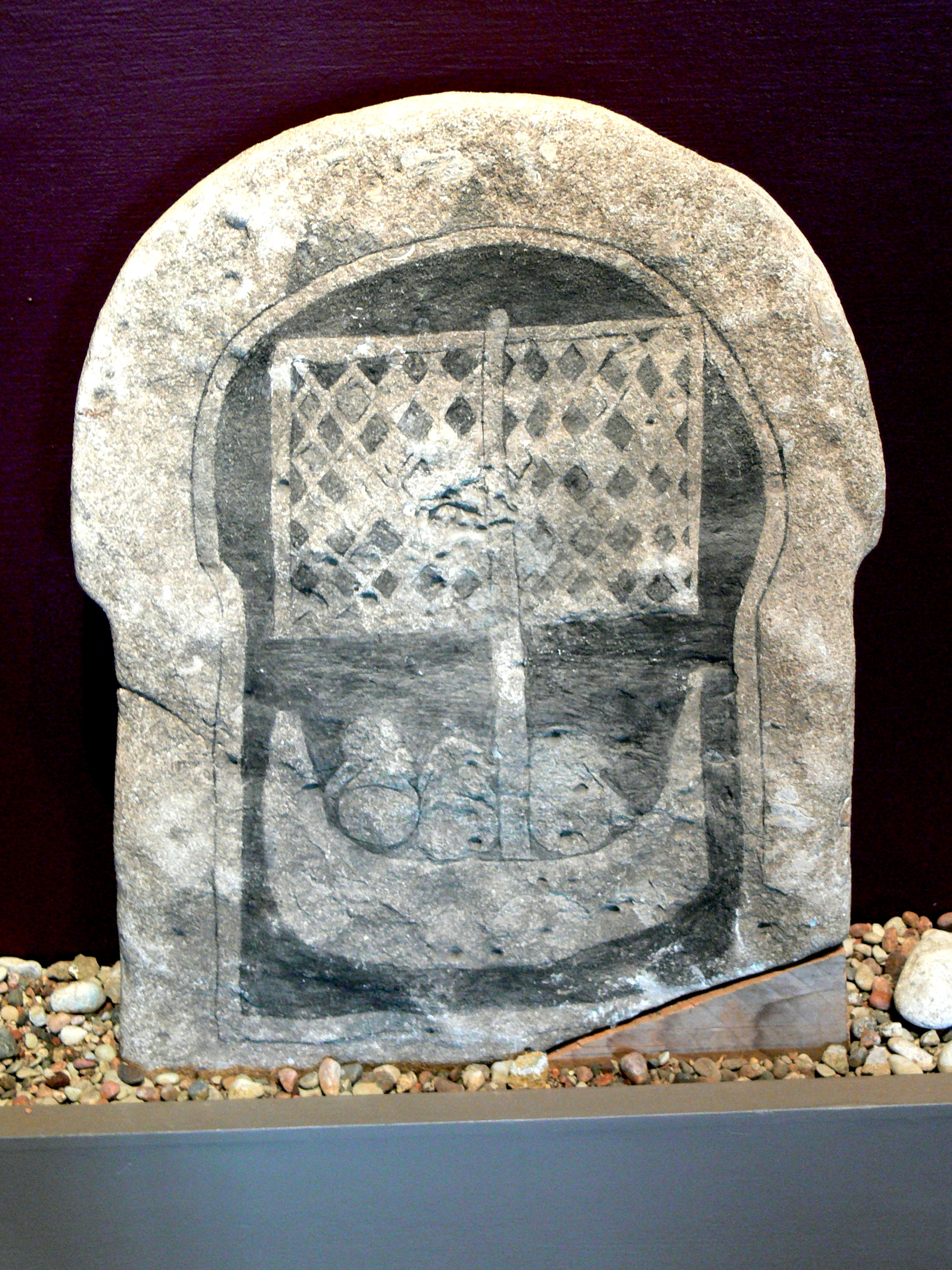
Representació d'un drakar

Sigui com sigui, les expedicions vikingues sueques es van produir sobretot sobre l'est del continent europeu. Les expedicions cap a l'oest foren obra, sobretot, de danesos i noruecs. Els vikings originaris de Suècia tenen també el nom de varegs. Les seves expedicions partiren, en la major part, de l'illa de Gotland, del Mälaren i d'Uppland. La ciutat de Birka és reputada per haver estat un dels alts llocs de la civilització vikinga sueca. S'hi han trobat nombroses monedes, armament i altres objectes procedents de tot Europa però principalment del Regne dels francs, de l'Imperi Romà d'Orient i de Bagdad. S'han trobat també nombroses monedes àrabs a l'illa de Gotland.
Les expedicions vikingues sueques cap a l'Imperi Romà d'Orient passaven pels territoris de les actuals Rússia i Ucraïna. Són els varegs els que funden l'estat de Kíev en el transcurs del segle ix, que va donar lloc a Moscòvia i després a Rússia. El nom d'aquest últim ve d'altra banda del terme rus, utilitzat pels pobles eslaus per a designar els varegs. Avui encara, Suècia es diu Ruotsi en finès.
La fi brutal de les expedicions vikingues a la meitat del segle xi resta encara inexplicada.

### La religió

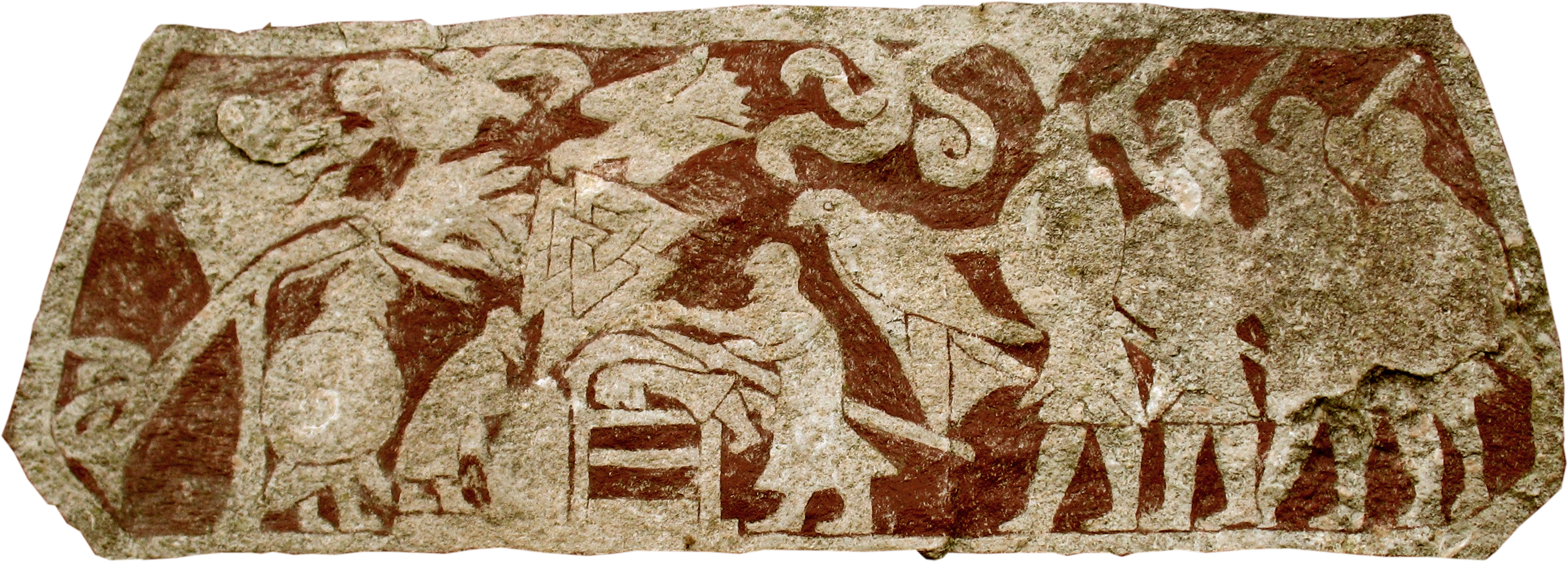
Escena de sacrifici sobre la Pedra d'Stora Hammar

El poble de Suècia tenia una religió politeista amb diversos déus i mites, entre els quals els més coneguts són Odin (Óðinn), Thor (Þórr) o Freyr. La vida espiritual de Suècia descansava principalment sobre el culte als avantpassats. Ho testimonien encara avui els nombrosos túmuls que es poden trobar sobre tot el territori suec.
Al final del període dels vikings, Suècia es va cristianitzar. El missioner franc Anscari de Bremen va venir dues vegades a Birka en la primera meitat del segle ix. La religió cristiana no s'implantà tanmateix vertaderament a Suècia més que cap a la fi del segle xi sobre les ribes del llac Mälar i a la regió d'Uppsala. Les primeres esglésies s'hi construïren al començament del segle xii, sobretot a Sigtuna o Linköping. El primer arquebisbe fou entronitzat el 1164 a Uppsala. És la religió cristiana la que posa fi a la societat clànica i duu a la formació d'un estat estructurat tal com existien ja a Occident.

## Els començaments del regne suec (~ 1050 - 1389)

### Cap a la unificació

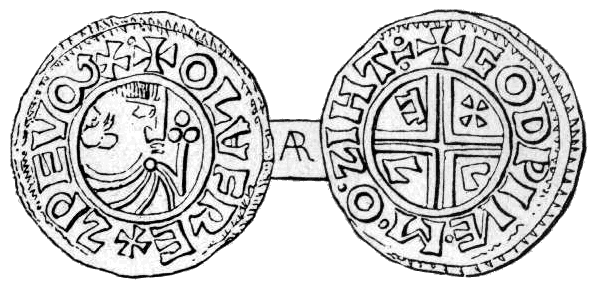
Moneda encunyada per Olof Skötkonung

L'origen tradicional de la unificació de Suècia es remuntaria al segle vi si hom es creu el poema Beowulf. Les més recents recerques han demostrat que és a la regió de Götaland on s'hauria produït el naixement de la Suècia unificada. La forta implantació del cristianisme des del segle xii en aquesta zona, al Västergötland i a Östergötland, fou un vector molt important de creació d'un regne unit que reemplaçà el conjunt de clans i tribus enemigues que regnaven sobre el país. La regió del llac Mälar on es trobava l'illa de Birka fou cristianitzada força més tard.
Fins al bell mig del segle xiii, la seu de l'autoritat resta regional, a les mans d'un senescal (jarl). El primer personatge d'importància nacional que pot ser considerat com a prou influent per ser designat amb el terme de "rei de Suècia" és Olof Skötkonung, al segle x. Aquest regnava sobre Västergötland, però la seva influència es feia sentir fins a Uppland. Tanmateix, aquesta influència no fou tan forta quant als seus descendents, ja que, en anys posteriors, foren diversos els reis que van regnar sobre el territori de l'actual Suècia.
En la primera meitat del segle xii va començar una unificació reial de Suècia amb el regnat de Sverker l'Ancià. El tron s'alternà durant un centenar d'anys entre els seus descendents i els d'Erik Jedvardsson.

### Suècia sota els Folkungar

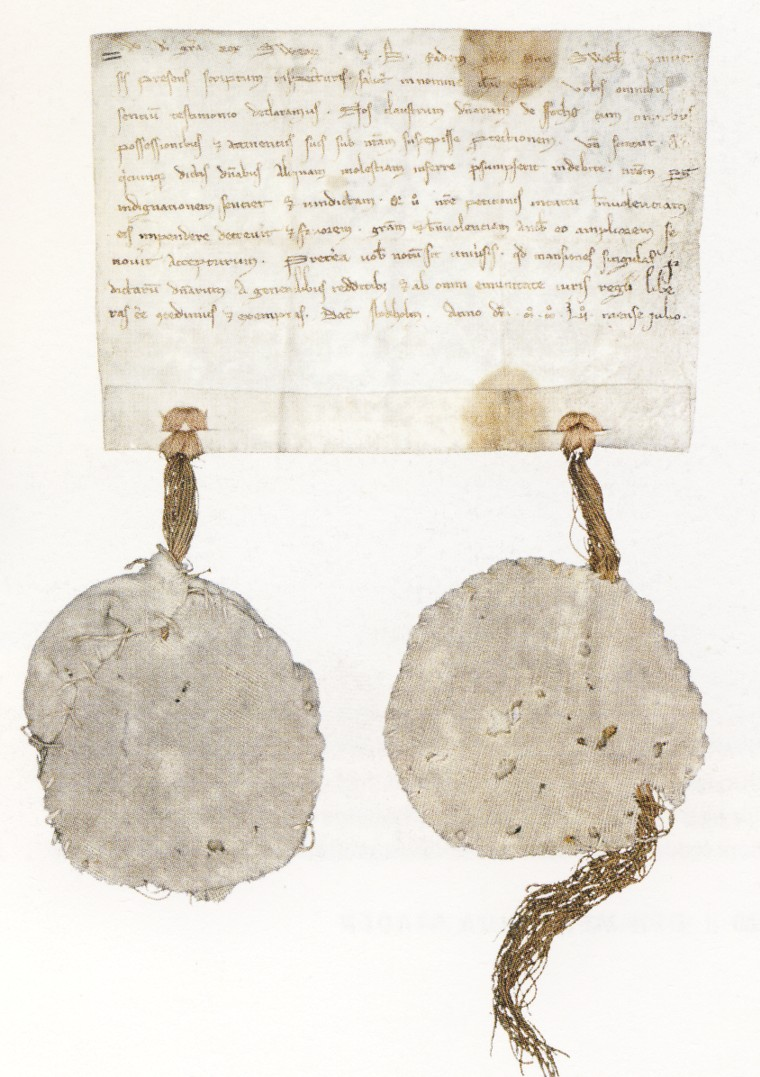
Carta en què es garanteix la protecció dels monestirs Fogdö, emesa per Birger Jarl a Estocolm el juliol de 1252

Des del començament del segle xiii, la influència dels jarl creix. El 1252, el jarl Birger Magnusson, que governa Suècia des de 1248, funda la ciutat d'Estocolm amb l'objectiu de protegir el llac Mälaren. La influència d'Estocolm augmenta a una velocitat tal que, tot just una generació després, esdevé la ciutat més important de Suècia gràcies a l'afluència de venedors principalment procedents d'Alemanya. Les primeres expedicions de cristianització de Finlàndia van sortir d'Estocolm.
El fill de Birger Jarl, Waldemar, és escollit rei el 1250. És el primer dels representants de la dinastia Folkung. Malgrat això, és Birger Jarl qui continua exercitant de fet el poder sobre el regne. És reemplaçat pel seu germà, Magnus Ladulas, el 1266, a la mort de Birger Jarl. Aquest últim pren el títol de rei el 1279. En aquesta època, el 1280, Suècia està dividida en feus (län) i la noblesa, d'ara endavant eximida d'impostos, hi és establerta de manera secular.
Magnus Ladulas mor el 1290. El poder torna al conestable Torgils Knutsson, ja que el jove Birger és encara menor. La regència, durant la qual es conquereixen vastos territoris a Finlàndia, durarà fins al 1303. El 1317, Birger fa assassinar els seus dos germans que intentaven enderrocar-lo, en jutjar-lo massa allunyat de l'Església. Esclatà una revolta i Birger fou deposat uns anys més tard. El seu jove fill de tres anys, Magnus, és escollit rei. Aquest regna sobre Noruega (és l'hereu directe del seu avi matern Hakon Magnusson, que mor el 1319) fins al 1343 i sobre Suècia fins al 1363. Regna sobre Suècia amb el nom de Magnus IV i sobre Noruega amb el de Magnus VII.
El 1350, sota el regnat de Magnus, es promulga el Codi general, una mena de primera constitució sueca. En aquest, s'estipula sobretot que el rei no podia decretar nous impostos sense l'acord del Consell del regne, que el rei es compromet a regnar en virtut de la llei.
És encara sota el regnat de Magnus que Suècia comença a obrir-se de manera important a la resta d'Europa. Es creen vies de comunicació cap al sud i tenen lloc importants intercanvis econòmics, principalment amb la Lliga Hanseàtica i la ciutat de Lübeck. Des d'un punt de vista cultural, la poesia cortesana i la cavalleria fan la seva aparició a la cort.
Acusat d'anar en contra del Codi general pel Consell del regne des de fa diversos anys, el seu fill Eric XII de Suècia va ser col·locat al tron pel Consell el 1356. Aquest mor el 1359 a causa de la pesta que castiga al regne. Durant aquest temps, el Regne de Dinamarca, conduït per Valdemar Atterdag, conquereix diverses regions de Suècia i sobretot les províncies d'Escània, Halland i Blekinge el 1360 i l'illa de Gotland i el seu important port de Visby el 1361. Al 1364, Magnus és obligat a exiliar-se. Albert III de Mecklemburg és escollit rei de Suècia el mateix any.
La noblesa, sempre en oposició al rei, va apel·lar a la filla de Valdemar de Dinamarca, Margarida, vídua de Håkon VI de Noruega, segon fill de Magnus IV Ericsson, per escollir-la com a reina de Suècia amb el seu fill Olaf el 1387, la qual cosa va tenir lloc l'any següent.

## Suècia sota la Unió de Kalmar (1389-1523)

### La noblesa contra la corona (1389 - 1440)
La unió dels regnes de Suècia, Dinamarca i Noruega és ratificada el 1397 a la ciutat de Kalmar. El nebot de Margarida, Eric de Pomerània, és reconegut rei dels tres regnes. És el començament de la Unió de Kalmar. Durant aquest període, els tres regnes conservaran la seva autonomia, les seves lleis i la seva pròpia administració. Tanmateix, Margarida, n'és regenta fins a la seva mort el 1412 i arribarà a concentrar-ne el poder en les seves mans i les del seu nebot, Eric.
La influència de la noblesa sueca així debilitada comportà tensions entre aquesta i la reina. Un dels objectius de Margarida -i que serà reprès per Eric- és posar fi a la influència econòmica de la Lliga Hanseàtica als regnes escandinaus. Això porta a una guerra costosa i desafiant per al poble suec amb la Lliga Hanseàtica. Suècia s'aïlla econòmicament i aquesta situació catastròfica comporta revoltes contra la corona, sobretot a les mines del Bergslagen el 1434 (liderada per Engelbrekt Engelbrektsson). Aquesta revolta comença per obtenir el suport dels pagesos, després ràpidament pel dels habitants de les ciutats, del clergat i finalment de la noblesa. El 1435, els representants d'aquests estats es reuneixen per formar una mena de parlament que acabarà conduint a l'actual Riksdag, el Parlament suec. Engelbrektsson és assassinat poc de temps després d'haver estat escollit tinent general (rikshövitsman). La lluita continua gràcies a Karl Knutsson Bonde, líder de la noblesa. Aquest és elegit regent del regne pel Consell el 1438, la qual cosa li confereix el títol de rei de Suècia. Eric VII és deposat en la mateixa ocasió.
És en el mateix període que aquest perd la batalla per al tron que li oposa al seu nebot Cristòfor de Baviera. El 1440, aquest últim és escollit rei de Dinamarca, i se li reconeix el dret dels Consells a dirigir els regnes de la Unió.

### La fi progressiva de la Unió (1440 - 1523)
La noblesa, erigida de nou com a poder dominant a Suècia, reprèn les seves antigues lluites fratricides pel poder. Els feus, no hereditaris, són disputats entre els diferents representants de la noblesa. A la mort de Cristòfor de Baviera, el Consell, a Suècia escull Carles VIII. Però els Consells de Dinamarca i de Noruega n'opten per Cristià I. Carles és deposat per Cristià, però aquest torna temporalment al poder entre 1467 i la seva mort, el 1470.
Després d'haver enfrontat i haver batut els exèrcits de Dinamarca i de Suècia de Cristià I a Brunkeberg el 1471, Sten Sture és escollit virrei de Suècia pel Consell. Aquest obté el suport de la noblesa, cada vegada més hostil a Dinamarca, i intenta allunyar Suècia de Dinamarca. Sten Sture és expulsat del poder el 1497 per Joan I, però el recupera el 1501 fins a la seva mort, el 1503.
Diversos regents exerceixen el poder entre 1503 i 1517, amb el suport de certes faccions de la noblesa. El poder a Suècia continua sent erràtic durant aquest període. Entre 1517 i 1518, Cristià II de Dinamarca intenta reprendre el poder a Suècia atacant Estocolm. Ho aconsegueix el 1520 amb l'ajuda d'una part de la noblesa sueca favorable a la Unió de Kalmar. Fa matar el regent de Suècia, Sten Sture el Jove, així com els seus opositors entre la noblesa sueca. Aquest episodi és conegut amb el nom de Bany de sang d'Estocolm.
Gustau I forma part de la noblesa sueca i és un dels principals opositors a Cristià II de Dinamarca. Va escapar tanmateix a la massacre i és fet presoner per aquest últim. Aconsegueix, però, escapar-se'n i tornar a Suècia. Troba refugi a Dalarna, on intenta reunir la població, fortament oprimida pels representants de la corona danesa i que pateix els estralls de l'aturada del comerç amb la Lliga Hanseàtica.
Envalentit per diversos èxits i aprofitant una altra revolta a Småland, la noblesa s'uneix ràpidament a la causa de Gustau i l'anomena regent de Suècia el 1521. Amb el suport de Lübeck, a qui promet el control del comerç exterior del regne, Gustau aconseguirà fer sortir les forces daneses d'Estocolm el 1523. El mateix any, Cristià II de Dinamarca és destituït en resposta a les revoltes produïdes a Dinamarca i a Noruega i Gustau I de Suècia entra triomfalment a la capital sueca. El 6 de juny, Gustau és escollit rei de Suècia per la noblesa, amb la qual cosa es posa fi definitivament a la Unió de Kalmar pel que fa a Suècia.
Aquest esdeveniment és considerat com el naixement de la Suècia moderna. El 6 de juny es commemora avui com a festa nacional per aquesta raó.

## Gustau Vasa i els seus fills (1523 - 1611)

### La restauració de la independència econòmica sueca
Per tal d'assentar l'economia sueca, durament afectada per la influència de Lübeck sobre aquesta, Gustau I de Suècia decideix la confiscació, el 1527, d'una part dels béns de l'Església, els adquritis des de 1454, que representen llavors més d'un 20% dels predis rurals.
Aquesta desgràcia per a l'Església va ser ampliada per l'arribada de les tesis de Martí Luter sobre el territori suec i la traducció del Nou Testament al suec per Olaus Petri al 1526. Es va instaurar així, el 1540, una Església d'estat que adoptava les tesis de Luter, després d'una primera ruptura amb Roma el 1531. Les revoltes que això va poder comportar foren ràpidament esclafades i Gustau I decideix al mateix temps de centralitzar encara més els poders de l'estat.
Alhora, i sempre per intentar millorar la situació financera del regne, Gustau segella la pau amb Dinamarca el 1534, llavors en guerra amb Lübeck. Suècia s'uneix a la guerra i retroba així la seva independència econòmica el 1536.
Les institucions relatives a les finances i als assumptes exteriors són reformades i reforçades, la qual cosa contribueix a l'erecció d'un regne centralitzat i poderós. El 1544, Gustau obliga el Riksdag a suprimir el sistema de designació electoral del rei per reemplaçar-lo per un sistema hereditari en benefici de la dinastia Vasa.
Alhora, al llarg del regnat de Gustau, l'economia, encara fortament orientada cap a l'agricultura i la ramaderia, coneix un creixement constant i important que contrasta clarament amb l'economia malaltissa de l'edat mitjana. La població del regne augmenta i es colonitzen noves regions més al nord. Les granges del sud, on la densitat de població s'intensifica, es reagrupen en pobles, fins i tot en ciutats.
A la seva mort el 1560, Gustau deixa un regne fort i amb les finances finalment sanejades.

### La Guerra de Livònia
Gustau comença la Guerra de Livònia el 1558, però mor poc després. La guerra serà principalment conduïda pel seu fill Eric XIV.
Els seus dos germans, Joan i Carles, van rebre com a llegat del seu pare importants ducats. Durant el seu regnat, Suècia s'oposarà a Dinamarca, Rússia i Polònia pel control de la mar Bàltica, després de l'annexió de Letònia per part de Polònia. El 1561, Suècia conquereix la ciutat de Reval i comença a imposar la seva influència fora d'Escandinàvia. Intenta tenir un paper entre Rússia i Europa Occidental. Tanmateix, la conquesta d'Estònia causarà una Guerra dels Set anys, de 1563 a 1570, amb Dinamarca, una guerra que Suècia perdrà en la Pau de Stettin, en què veurà com li són imposats pesants tributs.
Malgrat la pau signada amb Dinamarca, el rei compromet Suècia contra la Rússia d'Ivan IV a Livònia. El 1581, Suècia s'apodera del port estonià de Narva. La Treva de Plussa posa fi a una guerra que va durar 34 anys. Rússia reconeix les conquestes sueques al sud del golf de Finlàndia i la conquesta de Narva.
El 1595, de resultes d'una nova Guerra dels Cinc anys, Rússia reprèn els territoris perduts dotze anys abans.

### Conflictes amb la noblesa
Al mateix temps, la noblesa, endormiscada sota el regnat de Gustau, comença a fer de nou sentir la seva veu. Eric, en intentar reforçar encara el poder de la corona, provoca la còlera de la noblesa, amb els seus germans al capdavant. En resposta a això, i a l'assassinat per part d'Eric d'alguns membres de la noblesa, aquesta es revolta i el fa empresonar el 1568. És el seu germà, Joan III, que hereta la corona, és designat pel Consell que s'ha ocupat d'abolir la successió hereditària del tron. Al principi, el nou rei atorga nous privilegis a la noblesa, però, alhora, es nega a cedir a totes les seves exigències.
A la mort de Joan III el 1592, el seu fill Segimon, llavors rei de Polònia, puja al tron. El nou rei, catòlic, inquieta la noblesa, que posa tots els mitjans per limitar-li el poder. El 1593, Karl, duc de Södermanland i quart fill de Gustau I, reuneix la noblesa en el sínode d'Uppsala, que adopta definitivament la confessió luterana. El rei Segimon és obligat a reconèixer-la i a garantir-li l'estatut de religió d'estat. El 1599, Karl fa fora Segimon i esdevé regent.
Després del Bany de sang de Linköping de 1600, en què una important part de la noblesa és executada, esdevé rei el 1604. Karl s'anomenarà Carles IX de Suècia i reinstaura la monarquia absoluta del seu pare, així com la successió hereditària del tron.
Quan es reuneix el Riksdag de 1604, els membres de l'assemblea es manifesten de manera irrevocable a favor del protestantisme, exclouen els catòlics de la successió al tron, i els prohibeixen exercir qualsevol càrrec o dignitat a Suècia. D'altra banda, qualsevol suec que continuï sent catòlic ha de ser desposseït dels seus béns i ser expulsat del regne.
És durant el regnat de Carles IX que Suècia esdevé una monarquia essencialment protestant i militar. La coloració militar del règim prové igualment d'aquest Riksdag de 1604, ja que, a petició de Carles IX, s'institueix un exèrcit regular a Suècia. Cada província del regne ha de mantenir llavors i proveir un nombre prefixat d'unitats d'infanteria i de cavalleria al servei de l'estat.

## L'època d'esplendor de Suècia (1600 - 1718)

L'expansió territorial del regne de Suècia al

La militarització del règim iniciada per Carles IX i, sobretot, la introducció d'un exèrcit regular el 1604, empenyerà Suècia vers una política expansiva, les conseqüències de la qual es faran sentir durant 120 anys. Les guerres s'hi multipliquen durant aquest període i marquen la vida del regne.
El 1619, Gustau II Adolf crea una societat per a l'explotació de coure a Falun que utilitza un miler d'obrers, un any després que Guillaume de Bèche hagués fundat una societat per a la fabricació de canons, basada en les fargues de Finspang, que permet a Suècia i el seu exèrcit de multiplicar els "canons de cuir", tirats per un sol cavall.

### La modificació de l'ordre constitucional
Aquest període, que contempla l'extensió del regne a l'estranger, és igualment marcat pel desenvolupament pacífic de l'ordre constitucional suec. En aquest àmbit com en tots els altres, és el mateix Gustau II Adolf qui pren la iniciativa.
Teòricament, el Consell reial (Riksråd) continua sent encara el poder que domina al si de l'estat, però tota l'autoritat real és transferida progressivament a la corona. El Consell reial perd progressivament el seu antic paper de representant de l'aristocràcia semifeudal i esdevé una burocràcia que ocuparà els càrrecs principals, segons el capritx del rei.
El paper del Riksdag és igualment modificat durant aquest període. Mentre que en tots els altres països europeus, a excepció del Regne de Polònia-Lituània i d'Anglaterra, l'antiga representació popular dels estats està desapareixent, la Suècia de Gustau Adolf l'erigeix al rang de part integral de la constitució. L'ordenança de 1617 sobre el Riksdag transforma una assemblea turbulenta i aleatòria en una vertadera assemblea nacional, que es reuneix i delibera segons normes precises.
Un dels càrrecs nobiliaris, anomenat en principi Landmarskalk (mariscal de la dieta), serà d'ara endavant atribuïit regularment. El seu titular esdevé el portaveu de la Cambra dels nobles (Riddarhus), mentre que el primat assumeix la presidència de les tres altres cambres, el clergat, la burgesia i els pagesos. Aquests tres estats escolliran llavors, ells mateixos, els seus propis portaveus.
Quan es produeix l'obertura de cada sessió, el rei sotmet als estats les proposicions reials. Cadascun dels estats delibera llavors de manera separada sobre aquestes proposicions i les seves respostes són aportades al rei en la sessió següent. Si les respostes dels estats difereixen entre si, el rei pot escollir l'opinió que millor li sembli.
Els drets del Riksdag són garantits pel Konungaförsakran, que és el jurament donat per cada rei en el moment de pujar al tron, quan promet col·laborar amb els estats durant l'elaboració de la legislació i consultar-los sobre qualsevol qüestió de política estrangera.
És, doncs, el rei qui pren la iniciativa legislativa, però els estats tenen el dret d'oposar-se a les mesures proposades pel rei al final de cada sessió. És igualment durant el regnat de Gustau Adolf que es crea la Comissió secreta (Hemliga Utskottet), que s'ocupa dels afers extraordinaris, els membres de la qual són escollits pels estats.
Les onze sessions del Riskdag dirigides per Gustau Adolf estigueren gairebé totes orientades a trobar mitjans de finançar les guerres poloneses i alemanyes. Els estats van mostrar un zel patriòtic sense fisures durant aquest període.

### El conflicte suecopolonès
Carles IX desitja continuar l'ampliació del regne fora d'Escandinàvia i xoca llavors amb el seu aliat, tant dinàstic com territorial, Polònia. Després d'Estònia, que havia estat recobrada el 1600, intenta recuperar Livònia. Entre 1601 i 1609, els esforços, tant suecs com polonesos, per establir-se a Livònia, són tanmateix contrarestats pel talent militar del general lituà Jan Karol Chodkiewicz.
El 1608, el conflicte es desplaça a territori rus. Al començament de l'any, Carles IX s'alia, en efecte, amb el tsar de Rússia Vassili IV contra el seu enemic comú, el rei de Polònia. Però el 1611, quan el tsar és deposat pels seus súbdits, Rússia sembla estar a punt d'esfondrar-se. La política sueca canvia llavors radicalment, i els suecs es deleixen per apoderar-se de les riqueses russes abans que els polonesos. És el començament de la Guerra d'Íngria.
Carles mor el 1611. El seu jove fill i hereu, Gustau II, puja al tron als 17 anys.

### La Guerra de Kalmar (1611-1613)
La Guerra de Kalmar oposa Suècia a Dinamarca. En tenir Dinamarca el control dels estrets que connecten la mar Bàltica amb la del Nord, Suècia busca des de fa diversos anys l'obertura d'una nova via comercial que passaria per la poc poblada Lapònia i el nord de Noruega, territoris que pertanyen igualment a Dinamarca.
El 1607, Carles IX s'havia proclamat rei dels lapons i del Norrland i havia començat a cobrar impostos en aquestes regions. En ser els peatges dels estrets la principal font d'ingressos del Regne de Dinamarca-Noruega, el rei Cristià IV s'oposà ràpidament i de manera ferma a la voluntat sueca de crear-hi una nova via comercial.
El 1611, en resposta a les pretensions sueques sobre el nord de Noruega, Dinamarca ataca Suècia i un exèrcit de 6.000 soldats posa sota setge la ciutat de Kalmar i la pren. Les tropes noruegues estacionades a la frontera havien rebut ordres de no atacar.
El 20 d'octubre, Carles IX mor i el seu fill Gustau Adolf succeeix. Demana immediatament a Suècia de concloure un tractat de pau, però Cristià IV veu llavors una oportunitat d'aconseguir una major victòria i fortifica els seus exèrcits al sud de Suècia.
Els Països Baixos i Anglaterra, implicats igualment en el comerç a la mar Bàltica, fan tanmateix pressió sobre Dinamarca perquè signi la pau. Els danesos, tot i estar ben equipats i animats, no tenen diners i, per tant, es veuen forçats a signar el tractar de Knäred el 20 de gener de 1613.
Dinamarca obté llavors el control sobre la Lapònia sueca i Suècia és obligada a pagar un fort rescat per les dues fortaleses que ocupen els danesos. Suècia obté, per contra, el dret de ser eximida del peatge sobre el Sund. Anglaterra i els Països Baixos obtenen els mateixos drets.

### La Guerra d'Íngria (1611-1617)
La dificultat russa és més fàcil d'ajustar i se salda més honorablement per a Suècia. Quan Nóvgorod reconeix la sobirania feudal de Suècia, el govern suec creu que podrà crear momentàniament un domini que s'estendrà fins a Arkhànguelsk al nord i fins a Vólogda a l'est. L'adhesió de la nació russa al voltant del nou tsar Miquel I de Rússia dissipa ràpidament aquest somni ambiciós.
Des del començament de 1616, Gustau Adolf està convençut de la impossibilitat de dividir la Rússia reunificada, mentre que Rússia reconeix la necessitat de pagar la retirada dels invencibles suecs amb alguna cessió de territori.
En el tractat de Stolbovo, signat el 27 de febrer de 1617, el tsar cedeix les províncies d'Íngria i de Kexholm, així com la fortalesa de Nöteborg (anomenada més tard Schlusselburg), que és la clau de Finlàndia. De més, Rússia renuncia a tota pretensió sobre Estònia i Livònia, i paga una indemnització de guerra de 20.000 rubles. En contrapart, Gustau Adolf torna Nóvgorod i reconeix Miquel III com a tsar de Rússia.

### La guerra suecopolonesa (1621-1629)
El 1621, Gustau II Adolf ataca Polònia per tal de prendre el control de Livònia a la Confederació de Polònia i Lituània. Riga és presa i esdevé la ciutat més important de l'Imperi suec.

### La Guerra dels Trenta anys (1618-1648)
Gustave entra llavors en guerra i venç el 1631 l'exèrcit del Sacre Imperi Romanogermànic. Continua els combats al sud d'Alemanya i és mort el 1632 a la batalla de Lützen. Oxenstierna n'esdevé regent sota Cristina, filla de Gustau; acompleix els dos objectius suecs: reunir els protestants sota la seva ègida i transformar la costa bàltica alemanya en postavançada. El 1643, Suècia ataca Dinamarca, que ha de signar dos anys més tard el tractat de Brömsebro i cedir al seu enemic les illes del mar Bàltic, Gotland i Ösel (Saaremaa) i les províncies noruegues frontereres de Jämtland i Härjedalen.
Amb la Pau de Westfàlia, Suècia esdevé la potència dominant de la Bàltica i assegura la seva supremacia a Europa del Nord: arriba a la Pomerània occidental, a les ciutats de Wismar i Stettin, al Mecklemburg, als bisbats de Bremen i Verden, amb la qual cosa s'assegura el control de les desembocadures de l'Elba i del Weser.

### L'Imperi suec (1648-1718)
Suècia es llança al colonialisme el 1638 amb la Nova Suècia a Amèrica; després al 1650 amb una factoria a l'Àfrica per participar en el tràfic d'esclaus. Aquest mateix any, Cristina fa acceptar el seu cosí Karl Gustav com a hereu. Abdica el 1654 i Carles X Gustau esdevé rei de Suècia.
Promulga una sèrie de mesures que apunten a recuperar els béns de la corona de mans de la noblesa. Decideix el 1655 atacar Polònia, llavors en guerra contra Rússia, per tal de recuperar la costa bàltica entre Pomerània i Livònia. Però ha d'enfrontar-se a una coalició entre el Sacre Imperi Romanogermànic, Brandenburg, Dinamarca i Rússia. El 1657, el rei prefereix envair Dinamarca, que capitula l'any següent. El tractat de Roskilde desllasta Dinamarca de les províncies d'Escània, Blekinge, Halland, Bohuslän i Trondheim, així com l'illa de Bornholm. Un segon atac suec el 1660, que fracassà, va fer perdre Trondheim i Bornholm a Carles X, que mor de malaltia i deixa el tron al seu fill Carles XI, encara menor (fins a 1672).
Suècia va participar en la guerra contra Brandenburg en el bàndol de França, però fou vençuda el 1675 a Fehrbellin. Els danesos ho van aprofitar per a envair Escània, on es van quedar fins a la seva expulsió pel rei. Lluís XIV de França aconsegueix negociar una pau que no fa perdre a Suècia més que alguns territoris a Pomerània. El 1680, el Riksdag va imposar la recuperació dels béns de la corona al rei, la qual cosa va permetre reflotar les caixes de l'estat i debilitar els nobles suecs. Després d'una fi de regnat consagrada a les reformes financeres, Carles XI mor el 1697 i deixa el poder al seu fill Carles XII, de quinze anys.
Per evitar una altra regència, el rei va ser declarat major d'edat. August II, rei de Polònia, el tsar de Rússia Pere el Gran, i Frederic IV, rei de Dinamarca i de Noruega s'alien contra el jove rei i ataquen Suècia el 1700. Carles bat Dinamarca i després Polònia, que es col·loca al seu costat contra Rússia el 1704. Però una vegada a Rússia, és desviat cap a Ucraïna, i ha de fugir a Turquia després de la seva derrota a Poltava (1709). Refeta la coalició, Suècia és atacada de nou: Dinamarca pren Escània i Rússia ocupa Finlàndia i els països bàltics. Havent tornat d'incògnit al seu regne el 1714, Carles XII mobilitza l'exèrcit i ataca Noruega, llavors territori danès. És mort quan es troba assetjant Fredriksten el 1718. La seva germana Ulrika Elionor esdevé reina en detriment del seu nebot Carles Frederic, duc d'Holstein-Gottorp. En contrapartida, la monarquia absoluta desapareix. El 1720, el seu marit, Frederic I, esdevé rei de Suècia. Aconsegueix obtenir una pau molt costosa el 1721: Prússia pren una part de Pomerània, Hannover, Bremen i Verden; pel tractat de Nystad Suècia ha de cedir Livònia, Estònia, Íngria i la Carèlia oriental a Rússia, que es converteix així en la principal potència de la regió.

## L'era de la llibertat (1719 - 1772)
Des de la mort de Carles XII al cop d'estat de Gustau III, el poder s'esquitlla provisionalment a favor del Parlament, conseqüència directa de la desastrosa Gran Guerra del Nord.
Al començament de 1720, Ulrica Elionor, germana de Carles XII, que s'havia convertit en reina a la seva mort, abdica a favor del seu marit, Frederic I. A la seva arribada al tron dos anys abans, havia acceptat una reforma que confiava l'essència del poder al Parlament. Abans d'entrar en vigor, una llei havia de recollir l'assentiment de tres dels quatre cossos que es reunien de manera separada: la noblesa, el clergat, la burgesia i la pagesia. Els conflictes i gelosies hi eren nombrosos i el procés legislatiu continuava sent poc eficaç. Entre el quart cos, només els pagesos propietaris eren representats al Parlament.
El comte Arvid Horn, president de la Cancelleria, es va esforçar a rompre amb l'antiga política bel·licosa del regne distanciant-se de França per acostar-se al Regne Unit, del qual admirava les institucions liberals. La seva política va permetre al país aprofitar vint anys de pau per a trobar-ne la prosperitat. A mesura que les seqüeles de la guerra es difuminaven, una nova generació de polítics, liderada pel comte Carl Gyllenborg i el comte Carl Gustaf Tessin, criticà la pusil·lanimitat del Parlament d'una manera cada vegada més rigorosa. Van atorgar als seus adversaris el sobrenom de «Gorres de nit», i ells mateixos van adoptar el nom de Partit dels barrets, en referència al tricorn portat pels oficials. El 1738, al final de la Guerra de Successió de Polònia, durant la qual Suècia havia donat suport a Stanislas Leszczyński contra August III, van aconseguir obligar Horn a dimitir.

### Guerra russosueca
Els Barrets van tornar ràpidament a l'antiga aliança amb França, amb la idea de restablir la puixança de Suècia. El seu primer error fou, tanmateix, introduir-se de manera poc clara en una perillosa Guerra contra Rússia. Al principi, les complicacions ocasionades per la mort simultània de Carles VI d'Habsburg i d'Anna Ivànovna de Rússia semblaven jugar a favor dels Barrets. El 8 d'agost de 1741, Suècia declara la guerra a Rússia. El conflicte va girar ràpidament en avantatge dels russos i acabà amb la signatura del tractat d'Åbo, segons el qual Suècia veu com la seva frontera retrocedia encara més cap al nord.

### Guerra dels Set anys
A nivell intern, els Barrets no van perdre, tanmateix, la seva influència, i van dominar una temptativa de reapropiació del poder per part del nou rei, Adolf Frederic, el 1756. La seva política exterior va seguir, per la seva part, experimentant revessos, i la seva implicació, a iniciativa de França, en la Guerra dels Set anys se saldà amb una pèrdua de 40.000 soldats. Els Estats Generals de 1760 s'anunciaven com a molt arriscats, però el seu sentit polític els va evitar la ruïna. El respir només en fou passatger i, el 1765, les Gorres van tornar al poder.

## Era gustaviana (1772 - 1809)
Després d'un mig segle de parlamentarisme, Gustau III va restaurar la monarquia absoluta mitjançant un cop d'estat no violent. El seu règim es va mantenir fins a les guerres napoleòniques, en el transcurs de les quals Suècia fou obligada a cedir Finlàndia a Rússia.

## La modernització de Suècia (1809 - 1866)
El 21 d'agost de 1810, l'hereu instituït pel rei, el mariscal francès Jean-Baptiste Bernadotte, és escollit príncep hereu pel Parlament. El 1813, les seves forces s'uneixen a la coalició contra Napoleó i vencen Dinamarca a Bornhöved. Pel tractat de Kiel, el rei de Dinamarca ha de cedir la Noruega continental a la corona sueca. Noruega declara tanmateix la seva independència, adopta una constitució i escull un nou rei. Suècia envaeix Noruega per assegurar-se el respecte del tractat. Després d'una curta guerra, la Pau de Moss ratifica una unió personal entre els dos estats. La unió dura fins al 1905, data en la qual n'és pacíficament dissolta a petició de Noruega. Bernadotte regna de 1818 a 1844 sota el nom de Carles XIV Joan, període en el transcurs del qual el país s'industrialitza progressivament, en particular en el camp tèxtil i de les serradores.

## La industrialització de Suècia (1866 - 1907)
Durant la Revolució industrial, l'economia, llavors principalment agrícola, passa progressivament d'una estructura vilatana al model de granja privada. Això, tanmateix, no comporta gaire progressos econòmics i socials i, mercès a l'augment de població, un milió de suecs emigren als Estats Units entre 1850 i 1890.
El segle xix contempla el sorgiment d'una premsa d'oposició liberal, l'abolició del monopoli dels gremis a favor de la lliure empresa, reformes fiscals i electorals, la introducció d'un servei militar nacional i el desenvolupament de tres grans partits, socialdemòcrata, liberal i conservador.
És en aquesta època quan Alfred Nobel inventa la dinamita i s'institueixen els Premis Nobel.

## Segle XX
Suècia va romandre neutral durant la Primera Guerra Mundial. Durant la guerra i la dècada de 1920, les seves indústries s'expandiren per proveir la demanda europea d'acer suec, coixinets de rodament, polpa de fusta i mistos. La prosperitat de la postguerra va proporcionar els fonaments per a les polítiques de l'estat del benestar, característiques de la moderna Suècia.

### El període d'entreguerres a Suècia (1920 - 1939)
Les preocupacions de la política exterior en la dècada de 1930 es van centrar en l'expansionisme soviètic i alemany, cosa que estimulà els esforços fallits de la cooperació de defensa nòrdica. Suècia va seguir una política de neutralitat armada durant la Segona Guerra mundial (encara que milers de voluntaris suecs va lluitar en la Guerra d'Hivern contra els soviètics); emperò, no permeté el pas de les tropes alemanyes a través del seu territori per tal d'exercitar-ne els drets d'ocupació en el veí, Noruega. Tanmateix, forní el règim nazi amb acer i amb els molt necessaris coixinets de rodament.

### Suècia en el transcurs de la Segona Guerra mundial (1939 - 1945)
Suècia va romandre neutral durant la Segona Guerra Mundial, tot i la involucració dels seus veïns, i va proveir assistència a ambdós bàndols.

### Suècia des de1945
Suècia fou un dels primers estats no bel·ligerants en la Segona Guerra Mundial que s'uniren a les Nacions Unides (el 1946). A part d'això, el país tractà de mantenir-se al marge de les aliances i romangué oficialment neutral durant tota la Guerra freda (per exemple, mai es va unir a l'OTAN).
El Partit Socialdemòcrata es va mantenir al govern durant 44 anys (1932-1976), i durant gran part de la dècada de 1950 i la del 1960 es va dedicar a construir el Folkhemmet (literalment Casa del Poble), l'estat de benestar suec. La indústria de Suècia no havia sofert danys per la guerra i estava en condicions d'ajudar a reconstruir el nord d'Europa en les dècades que van seguir a 1945. Això va conduir a un auge econòmic en l'era de la postguerra que va fer possible el sistema del benestar.
En la dècada de 1970 les economies de la resta d'Europa Occidental, en particular la d'Alemanya Occidental, eren pròsperes i creixien ràpidament, mentre que l'economia sueca s'estancà. Molts economistes en van culpar el seu impost sobre grans fons del sector públic.
El 1976, els socialdemòcrates en van perdre la majoria. Les eleccions parlamentàries de 1976 van portar una coalició liberal-d'extrema dreta al poder. Durant els sis anys següents, quatre governs actuaren i van caure, formats per tots o alguns dels partits que havien guanyat el 1976. El quart govern liberal en aquests anys fou atacat pels socialdemòcrates, els sindicats i el Partit Moderat, i va culminar amb el retorn al poder dels socialdemòcrates el 1982.
Durant la Guerra freda, Suècia mantingué un doble enfocament; públicament, l'estat mantenia una forta política de neutralitat, però extraoficialment hi havia forts vincles amb els Estats Units, Noruega, Dinamarca, Alemanya Occidental i altres estats de l'OTAN. Els suecs esperaven dels nord-americans l'ús d'armes convencionals i nuclears en el cas d'un atac soviètic contra Suècia. Es va mantenir una forta capacitat de defensar-se contra una invasió amfíbia, duta a terme amb avions de combat construïts a Suècia, però no hi va haver capacitat d'atac de llarg abast.
En la dècada de 1960 els EUA van desplegar, prop de la costa occidental de Suècia, submarins nuclears armats amb míssils nuclears de mig abast del tipus Polaris. L'abast i les condicions de seguretat la feien una bona zona des de la qual llançar un atac de represàlia nuclear a Moscou. Els nord-americans, secretament, van donar a Suècia una garantia de seguretat militar, amb què li prometeren l'ús de la força militar en ajut de Suècia en cas d'una agressió soviètica. Com a part de la cooperació militar, Estats Units proporcionà molta ajuda en el desenvolupament del Saab 37 Viggen, ja que es veia com a necessària una poderosa força aèria sueca per mantenir a ratlla els avions antisubmarins soviètics que operaven en l'àrea de llançament de míssils. Com a contraprestació, alguns científics suecs de l'Institut Reial de Tecnologia van fer contribucions considerables en la millora de la capacitat dels míssils Polaris per focalitzar-ne l'objectiu.
El 28 de febrer de 1986, el líder socialdemòcrata i primer ministre suec, Olof Palme va ser assassinat; els suecs, commocionats, es preguntaren preocupats si la nació havia "perdut la innocència".
A principis de 1990 es va produir un cop més una crisi econòmica amb alta desocupació i molts bancs i empreses en fallida. Pocs anys després del final de la Guerra freda Suècia esdevingué membre de la Unió Europea el 1995, i el vell terme "política de neutralitat" hi va caure en desús.
El poble suec va refusar l'adopció de l'euro per referèndum el 14 de setembre 2003, quatre dies després de l'assassinat de la ministra d'afers exteriors Anna Lindh.
El 2009, Suècia autoritza el matrimoni homosexual i l'Església luterana permet els matrimonis homosexuals.